# Choeromorpha nigromaculata
Choeromorpha nigromaculata är en skalbaggsart som beskrevs av Stefan von Breuning 1981. Choeromorpha nigromaculata ingår i släktet Choeromorpha och familjen långhorningar. Inga underarter finns listade i Catalogue of Life.